# Kiruhura
Kiruhura  este un oraș  în  Uganda. Este reședinta  districtului Kiruhura.